# Úraco
Úraco é um cordão fibroso, resultado da contração e obliteração do alantoide, ligado ao ápice da bexiga e ao umbigo. Antes da fase adulta, se transformará num resquício fibroso, o ligamento umbilical mediano, que fica entre os ligamentos umbilicais mediais.

## Anomalias
Cistos do úraco podem se originar de resquícios do revestimento epitelial. Eles, geralmente, não são percebidos, a não ser que sejam infectados e se dilatem. A luz do úraco pode não se fechar por completo, formando seios do úraco. Quando eles se formam na região próxima à bexiga, o seio se abre na bexiga. Eles podem também se formar próximo ao umbigo e formar uma abertura. Menos comumente, todo úraco pode permanecer aberto, formando uma fístula. Nesse caso, ocorre vasamento pelo umbigo, de urina.

## Imagens Adicionais

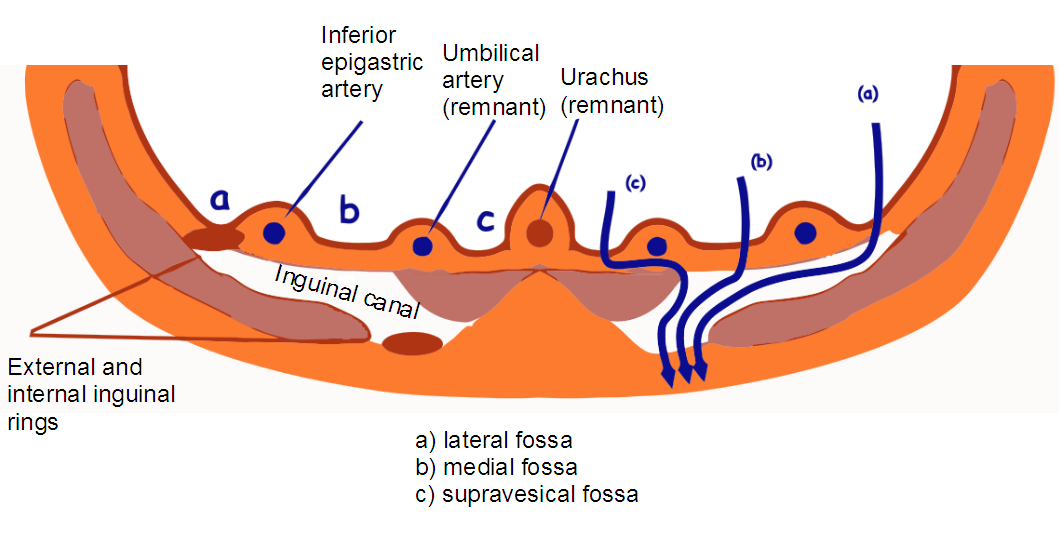
fossa inguinal
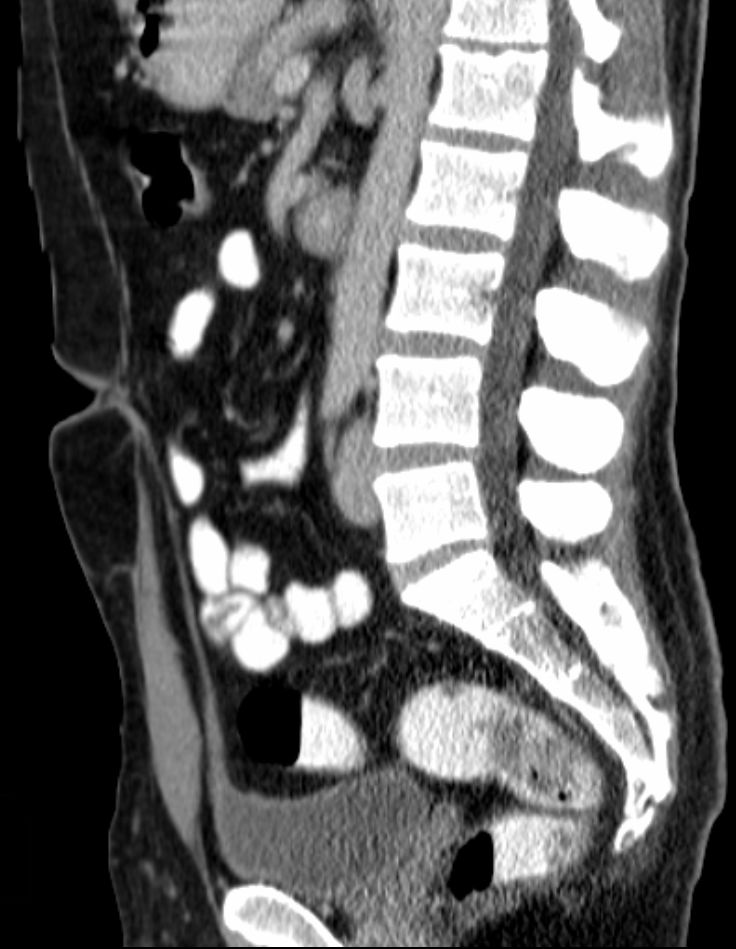
A tomografia computadorizada (reconstrução sagital) que mostra o Úraco  achado incidental em um homem de 44 anos de idade, a trajetória se move para frente e para cima a partir da bexiga para o umbigo na linha média.
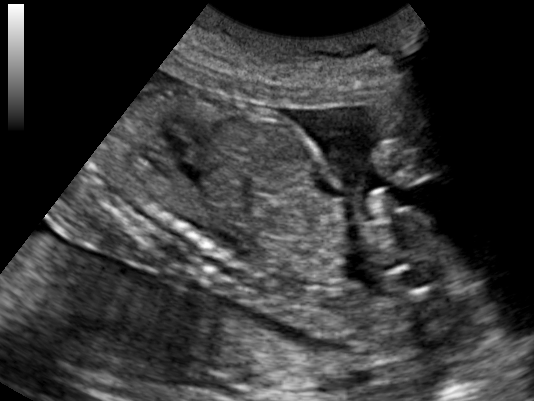
O ultrassom de feto mostrando o duto do Úraco da bexiga ao umbigo.
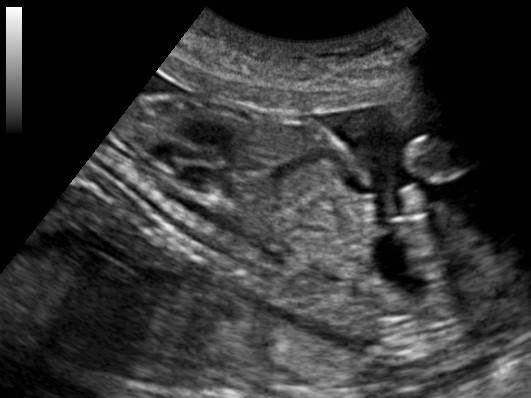
O ultrassom de feto mostrando o duto do Úraco da bexiga ao umbigo.
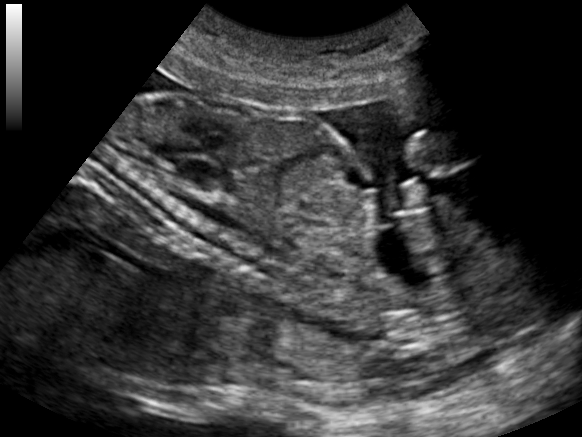
O ultrassom de feto mostrando o duto do Úraco da bexiga ao umbigo.
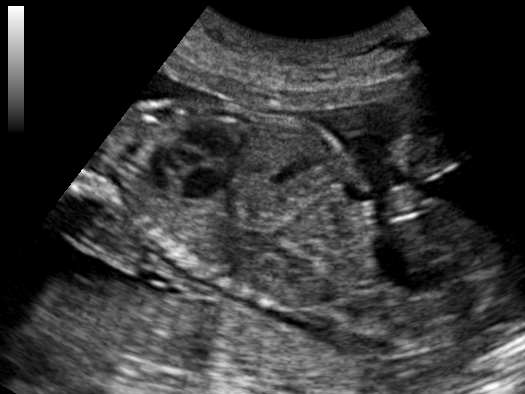
O ultrassom de feto mostrando o duto do Úraco da bexiga ao umbigo.
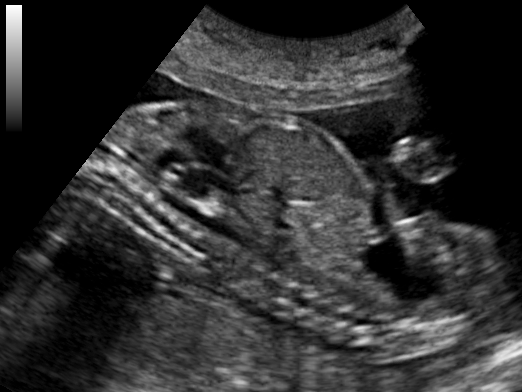
O ultrassom de feto mostrando o duto do Úraco da bexiga ao umbigo.